# Чеботарьов Роман Семенович
Роман Семенович Чеботарьов (*15 жовтня 1905, с. Старинка, Вітебська область, Білорусь — †20 травня 1981, Київ) — білоруський та український паразитолог, академік АН БРСР (1961), професор (1944), доктор ветеринарних наук (1944), нагороджений орденом «Знак Пошани» (1968). Автор понад 180 наукових праць, зокрема 4 монографій.

## Життєпис
У 1929 році закінчив Вітебський ветеринарний інститут, протягом 1930—1933 років працював у цій установі. Згодом працював у декількох установах в різних частинах Радянського союзу, переважно в Києві та Львові. Зокрема у 1949—1961 роках працював у Інституті зоології АН УРСР. В 1959—1968 роках — директор і завідувач відділом паразитології Білоруського науково-дослідного ветеринарного інституту.